# Mourad Benslimani
Mourad Benslimani, född 19 februari 1974, är en algerisk friidrottare. Han deltog vid olympiska sommarspelen 2000.